# Histoire d'Alfa Romeo

Le logo de la marque Alfa Romeo.

L'histoire d'Alfa Romeo, le constructeur automobile italien, connu pour sa production d'automobiles aux caractères sportifs, a débuté le 24 juin 1910 avec la fondation à Milan de l'ALFA (acronyme de « Anonima Lombarda Fabbrica Automobili »). En 1918, la société change son nom pour « Alfa Romeo » à la suite de l'acquisition de la société par Nicola Romeo.
En 1933, la propriété de l'Alfa Romeo passe à l'IRI, holding de l'État italien, en raison du fort endettement que la société accumule avec les banques depuis la décennie précédente. Alfa Romeo continue de produire des automobiles selon un mode semi artisanal jusqu'au début des années 1950, quand elle est transformée en une véritable industrie automobile grâce à l'introduction d'une chaîne de montage dans les départements de production. À partir de cette décennie, Alfa Romeo connait une période de succès croissant qui atteint son apogée dans les années 1960. Dans les années 1970, un revirement provoque une profonde crise. Les comptes de la société sont dans le rouge ce qui conduit l'État italien en 1986 à vendre le constructeur automobile au groupe Fiat. La relance économique d'Alfa Romeo arrive enfin à la seconde moitié des années 1990.

## A.L.F.A.

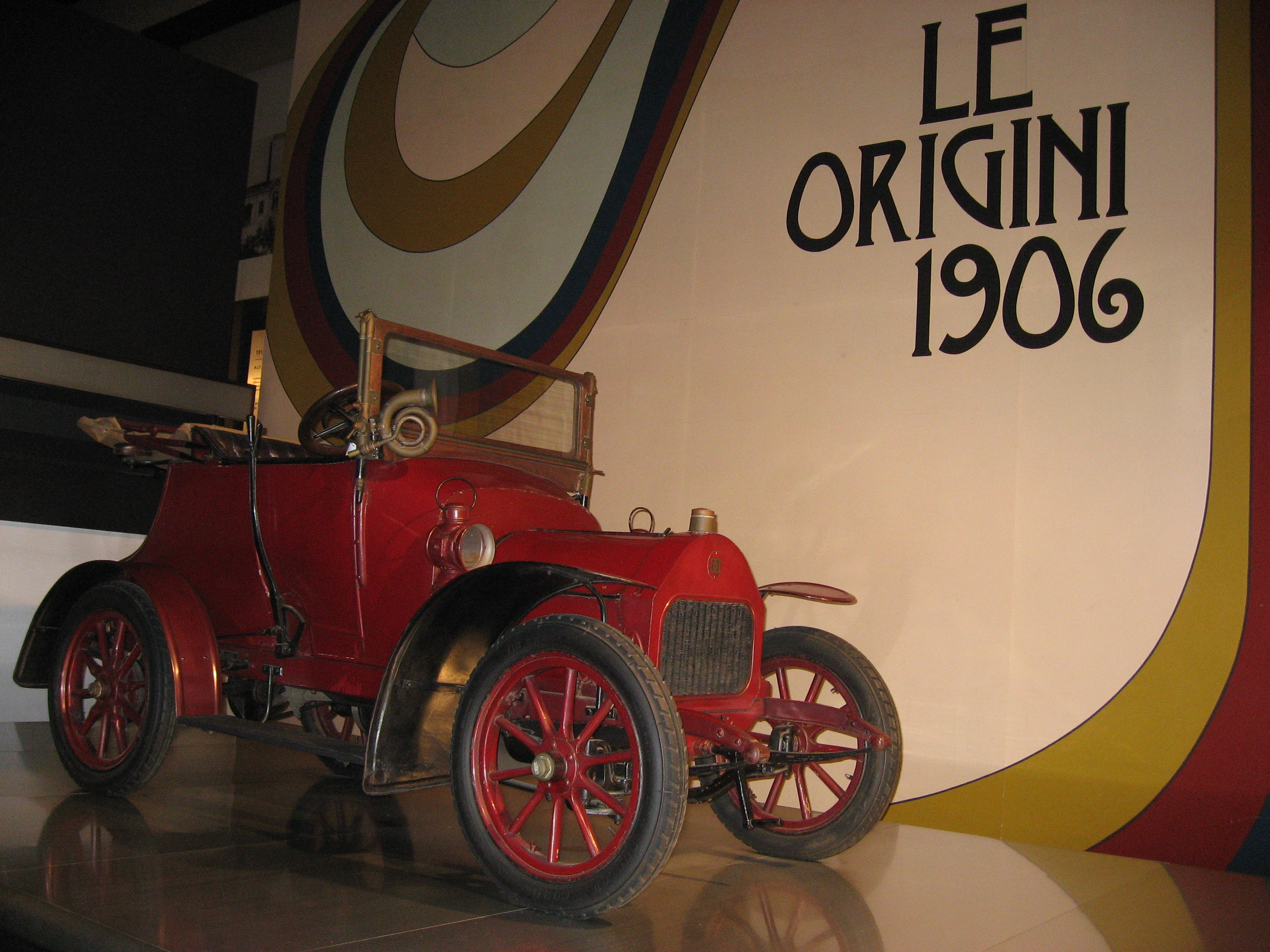
La première Alfa-Darracq 8/10 HP

Les origines de l'Alfa Romeo ont des ascendants français et napolitain. La genèse de la marque est en fait liée à la fondation de la Società Italiana Automobili Darracq, qui ouvre à Naples le 6 avril 1906,. L'entreprise est immédiatement assaillie de difficultés principalement en raison de l'éloignement entre Naples et la France. C'est pour cette raison qu'à la fin de l'année 1906 la société est transférée à Milan avec la construction d'une usine dans la zone Portello. La première installation industrielle qui est à l'origine d'Alfa Romeo, est restée en service jusqu'en 1986. Elle était construite sur un vaste terrain à côté des bâtiments qui abritaient l'Exposition universelle de 1906,. Les difficultés ont cependant continué d'augmenter et les ventes se sont avérées insuffisantes pour assurer la survie de la production. En raison de ces problèmes, la société est placée en liquidation à la fin de l'année. En 1910, des investisseurs lombards reprennent la société, Ugo Stella participe à la transaction.

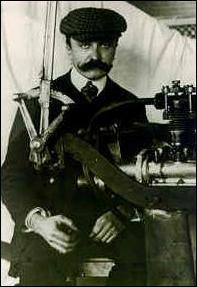
Giuseppe Merosi

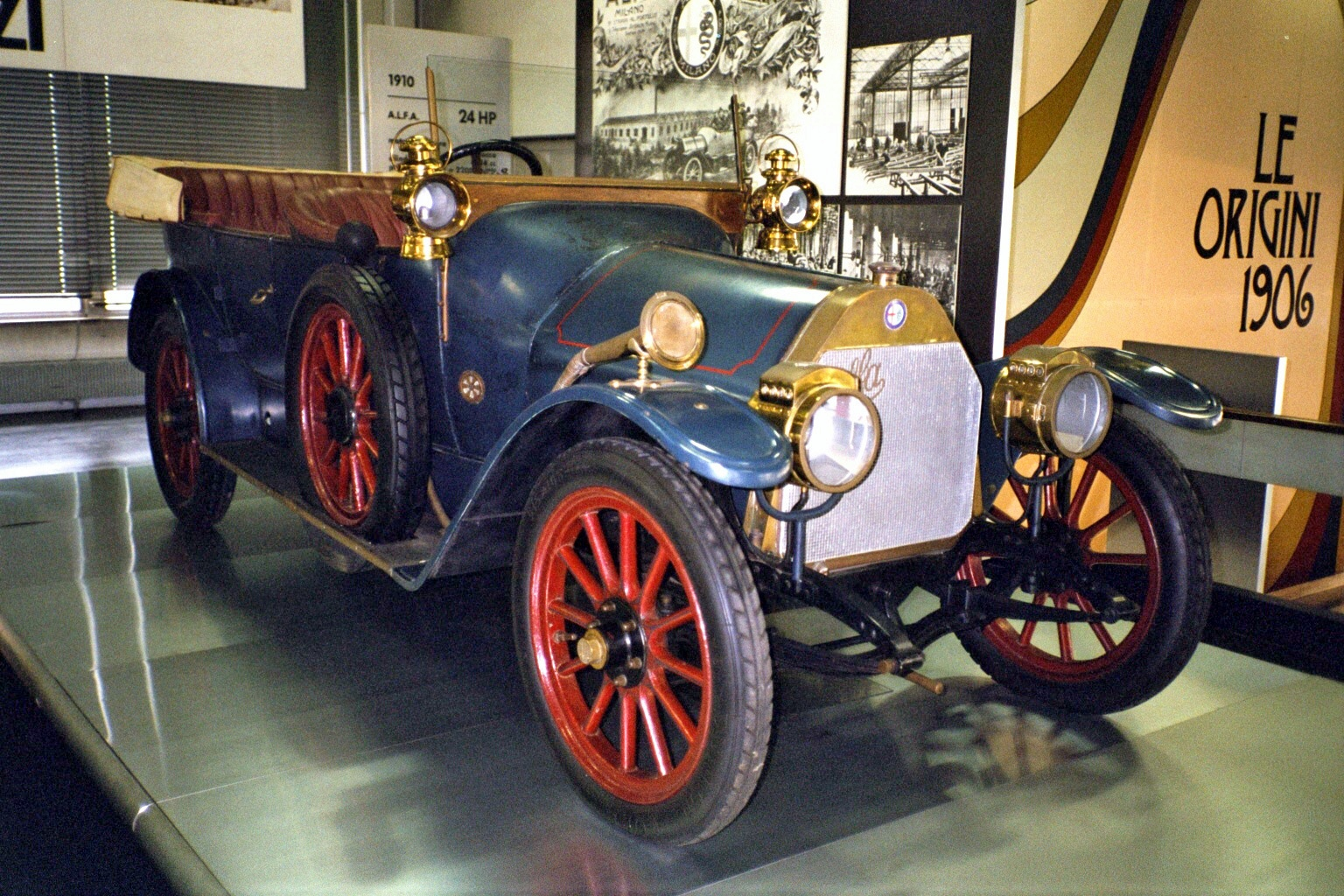
Une Alfa 24 HP 1910 carrossée par Castagna.

Le changement de propriété eu lieu le 10 juin 1910. À cette occasion la société change son nom pour A.L.F.A. (acronyme de Anonima Lombarda Fabbrica Automobili). Le nom choisi rappelle la première lettre de l'alphabet grec, voulant ainsi marquer le début d'une nouvelle aventure industrielle.
À ce point, la nouvelle direction reconnait la nécessité de réformer en profondeur leurs modèles d'affaires et de les adapter aux exigences du marché italien,. Elle décide d'engager Giuseppe Merosi, un ingénieur ayant diverses expériences dans l'industrie automobile italienne naissante,. Merosi devient ainsi le premier directeur technique du nouveau constructeur automobile. Il est chargé de concevoir un nouveau modèle d'automobile. Pour l'occasion, on étudie également le tout premier logo de la société, esquissé par Merosi lui-même, il rappelle les liens de la marque A.L.F.A. avec la ville d'origine, Milan : d'une part, le serpent Visconti et d'autre part, la croix rouge sur le fond blanc, le symbole de Milan durant la période médiévale. Autour des deux emblèmes sont présents les mots « ALFA » et « MILANO », séparés par deux nœuds en huit en honneur de la maison princière italienne.
Un nouveau modèle est également lancé en 1910. Conçu par Merosi, l'Alfa 24 HP possède un moteur avec quatre cylindres en ligne et à soupapes latérales de 4 084 cm3 de cylindrée et 42 ch de puissance (les 24 HP dans le nom du modèle visaient à indiquer la puissance fiscale),,.
La 24 HP est conçu en prenant en compte les défaillances des modèles Darracq et est équipée d'une structure très solide et d'un moteur puissant qui permet à la voiture d'aller à une vitesse remarquable (pour l'époque) de 100 km/h,. Le modèle garantit la fiabilité grâce aux essais préliminaires qui ont été effectués avant son lancement à la demande de Giuseppe Morosi et en conséquence, les ventes d'Alfa commencent à augmenter progressivement. La 24 HP a cependant été commercialisée avec le châssis « nu », c'est-à-dire sans la carrosserie. En effet, à l'époque il était courant de vendre des modèles de voitures produites sans carrosserie afin de donner aux acheteurs la possibilité de les compléter en fonction de leurs goûts personnels,.
À partir du modèle de la 24 HP est dérivé le premier modèle de camion construit par Alfa Romeo. Construit en 1914, il a été obtenu par une modification substantielle de la structure du véhicule. Ce camion a inauguré une tradition qui a marqué le constructeur automobile Alfa Romeo depuis des décennies. En effet, l'Alfa Romeo a produit des véhicules commerciaux jusqu'en 1988 et a été, après Fiat la société qui a construit ce type de transporteurs pendant le plus longtemps.

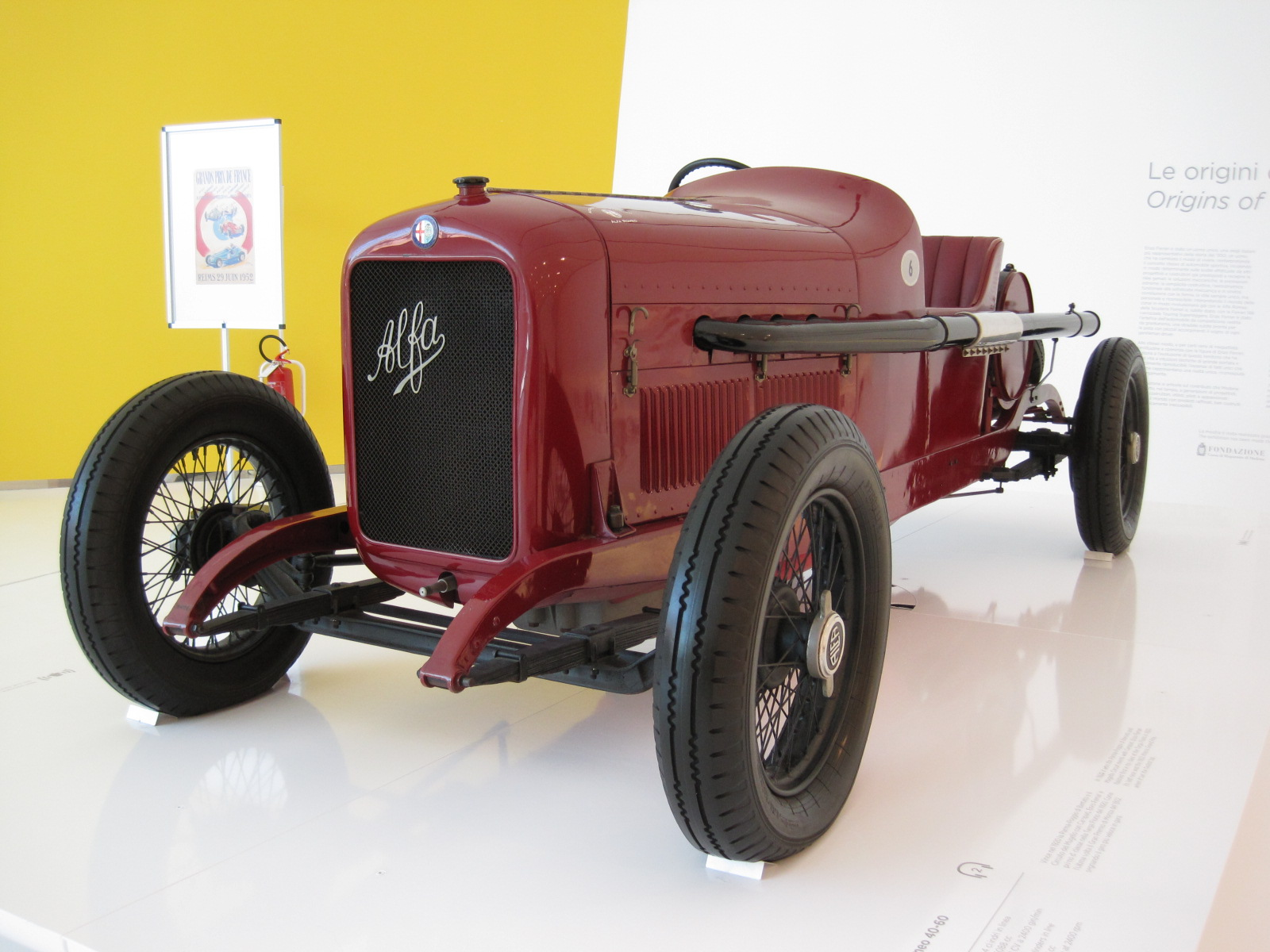
Une Alfa 40-60 HP de compétition.

En 1911, l'Alfa débute, avec la 24 HP, les courses automobiles. Pour tenter de gagner de nouveaux acheteurs, la direction d'A.L.F.A. a pensé lancer un nouveau modèle de voiture qui serait caractérisé par une finition plus élevée et luxueuse, tout en restant dans la lignée des modèles précédents. Mais cette idée est vite abandonné à cause du possible risque de mauvaise réaction du marché et, ainsi, de perdre la clientèle, habituée aux particularités des voitures Alfa précédentes. La réaction à ce nouveau type de véhicules ne pouvant pas être prévue, il est donc décidé de préparer, à la place, un modèle de course qui avec son éventuel succès en compétition pourrait attirer de nouveaux acheteurs. Merosi est donc chargé de transformer deux exemplaires de 24 HP en voiture adaptée à la course. Cet objectif est atteint grâce à l'allègement des deux véhicules par le retrait de la carrosserie et par la diminution de l'empattement. Ces voitures ont été inscrits à la Targa Florio en 1911, mais sans succès. Leurs résultats décevants se sont répétés l'année suivante. Le succès lors de cette course n'est arrivé qu'en 1913, mais cependant avec une version différente : la 40-60 HP. Le modèle remporte Parma-Poggio Berceto, terminant premier de sa classe et deuxième dans l'absolu.
La victoire de la 40-60 HP a donné l'impulsion au constructeur pour continuer à participer aux compétitions. Cela abouti à la conception d'un modèle pour participer aux Grands Prix automobile, qui recueillent un intérêt majeur de la part du public par rapport aux épreuves d'endurances. En 1914, Giuseppe Merosi est donc chargé de concevoir un modèle dans ce but, mais en utilisant comme base de conception celle d'une voiture existante, car la création d'un tout nouveau modèle demanderait trop de ressources financières.
En 1914 nait donc l'Alfa Romeo version course, un dérivé de la 40-60 HP. C'est la première voiture du constructeur utilisée exclusivement pour la compétition,. Le modèle est marqué par des innovations dans la technologie du moteur: avec une distribution amélioré et un système de cylindres à allumage double. Le moteur est le premier de la maison Alfa à avoir ces caractéristiques et c'est donc le précurseur du moteur bialbero d'Alfa Romeo, il possède aussi un système Twin Spark (it), qui sera produit des décennies plus tard par le constructeur.
À cause de la Première Guerre mondiale qui débute en septembre, et à laquelle l'Italie n'a d'abord pas pris part, l'organisation des compétitions internationales est suspendu et l'Alfa Romeo Grand Prix eu donc une activité plutôt courte.

## Naissance de la marque Alfa Romeo

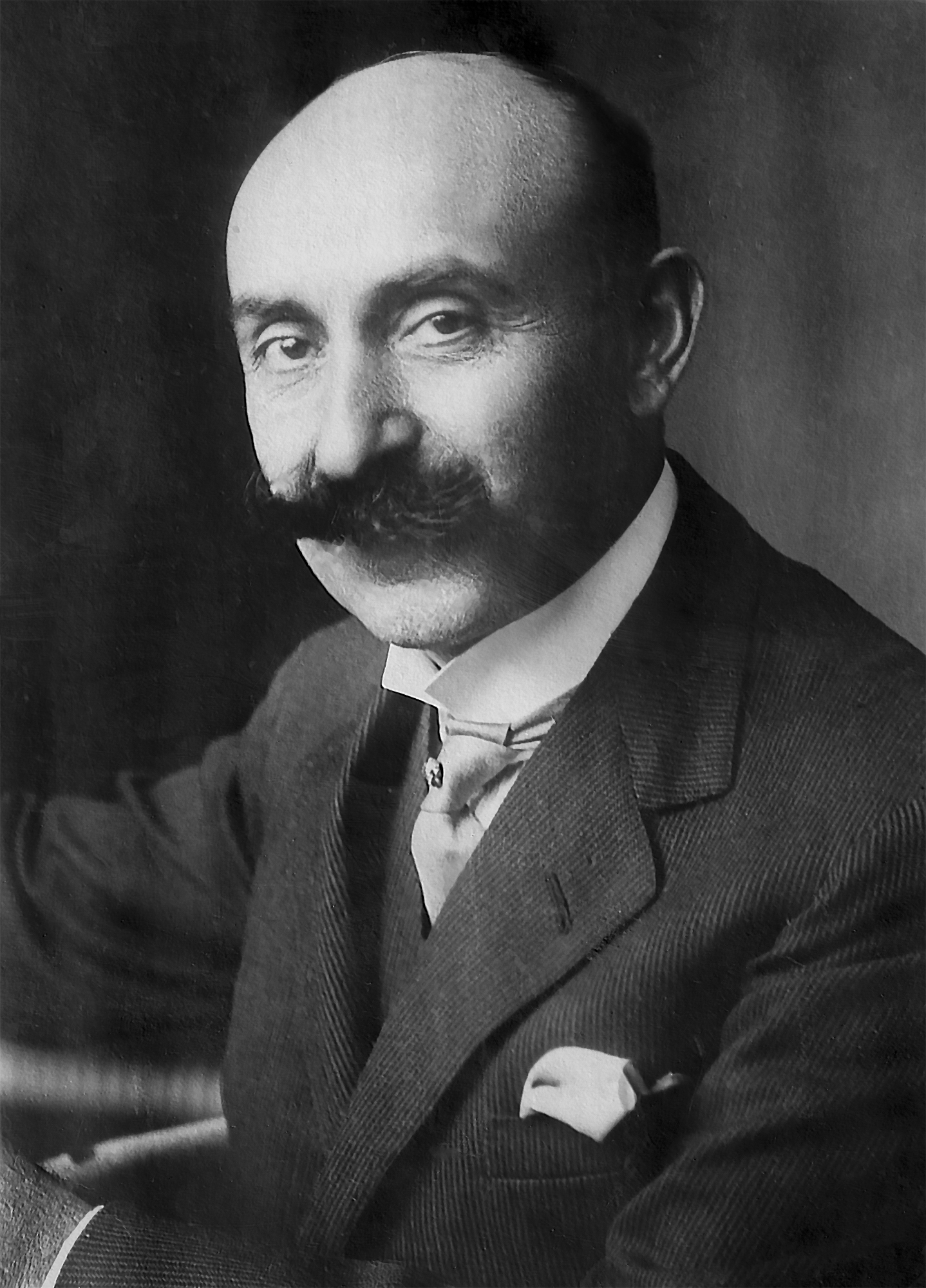
Nicola Romeo

Avant l'entrée en guerre de l'Italie, les ventes d'Alfa augmentent progressivement, elles passent de 80 en 1911 à 150 en 1912, à 200 en 1913, à 272 en 1914, avant de retomber à 207 ventes en 1915. Avec le déclenchement du conflit (1914), le constructeur milanais entre en crise en raison de la stagnation du marché automobile italien et de l'interruption des exportations,. En effet, l'Alfa dans ces années avait élargie ses horizons commerciaux aux marchés étrangers. La situation s'aggrave encore avec l'entrée en guerre de l'Italie (1915). L'appareil productif du pays convertit ses activités industrielles pour répondre aux demandes de la guerre et l'Alfa se place dans une situation difficile, : les propriétaires du constructeur automobile milanais n'ont pas les ressources financières pour convertir les installations à cet effet. Une tentative de la part de Merosi eu pourtant lieu pour modifier le moteur de la 15-20 HP et l'adapter à l'armée, mais sans succès. Pour éviter de tomber dans une situation où l'usine ne pourrait plus produire un chiffre d'affaires conséquent, il est décidé de vendre l'Alfa à la banque italienne de Sconto.

## Après-guerre et années 1920

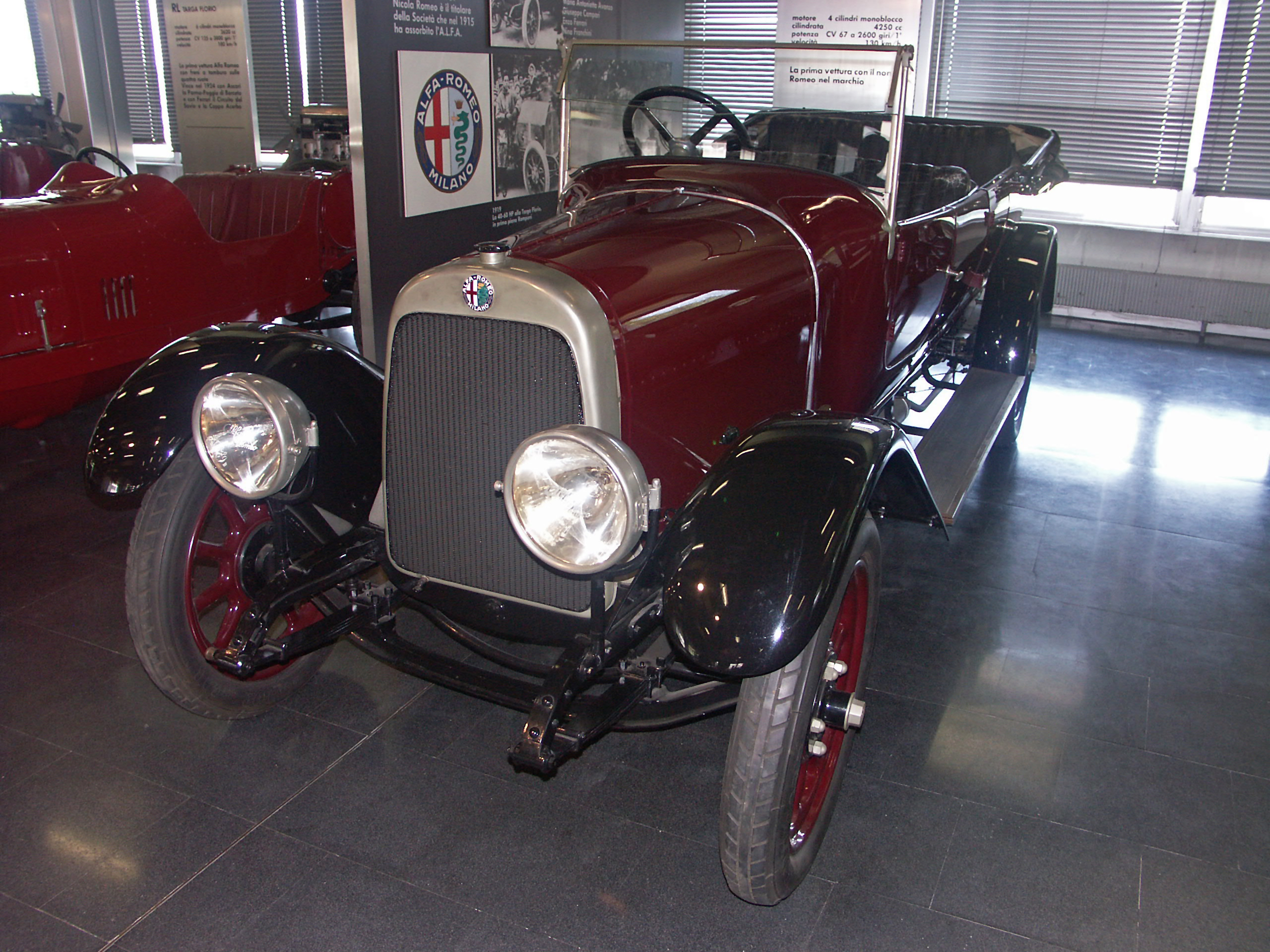
Une Alfa Romeo 20-30 HP

Au cours de la décennie suivante, l'activité sportive du constructeur milanais s'intensifie, notamment grâce à des pilotes comme Antonio Ascari, Giuseppe Campari et Enzo Ferrari. En 1923, la marque lance le quadrifoglio verde, le trèfle à quatre feuilles vert, typique encore aujourd'hui d'Alfa Romeo. C'est le symbole de toutes les activités sportives d'Alfa Romeo mais il orne aussi les voitures de tourisme les plus sportives.
Durant les années 1920, la société connaît quelques vicissitudes. À la suite de la faillite, en 1921, de la BIS qui finance la société, c'est un organisme gouvernemental (« Consorzio per Sovvenzioni sui Valori Industriali ») qui maintient en vie les nombreuses entreprises mises en difficulté. Le fondateur, Nicola Romeo, est écarté de la société en 1928, alors que les branches ferroviaires ont déjà été scindées. À la fin des années 1920, la gestion de la société reste précaire, malgré les qualités sportives des voitures dessinées par Vittorio Jano. Celui-ci avait été embauché fin 1923 pour concevoir une voiture de course, la P2, qui remportera le premier championnat du monde en 1925 avec Gastone Brilli-Peri.
La notoriété acquise au niveau international, et la poursuite de victoires en compétition seront deux éléments décisifs pour que la société ne soit pas liquidée malgré ses difficultés financières. En 1929, un groupe de pilotes fortunés crée à Modène une écurie de course, autour de la figure du concessionnaire Alfa Romeo d'Emilie Romagne de l'époque un certain ... Enzo Ferrari. La Scuderia Ferrari fera donc courir préférentiellement des Alfa Romeo, et deviendra l'écurie de course officielle d'Alfa Romeo en 1933, quand l'usine se retirera des compétitions. Elle sera absorbée par Alfa Romeo en 1938, qui la transforme en « Alfa Corse », avant qu'Enzo Ferrari ne reprenne son indépendance fin 1939.

## Années 1930 et 1940

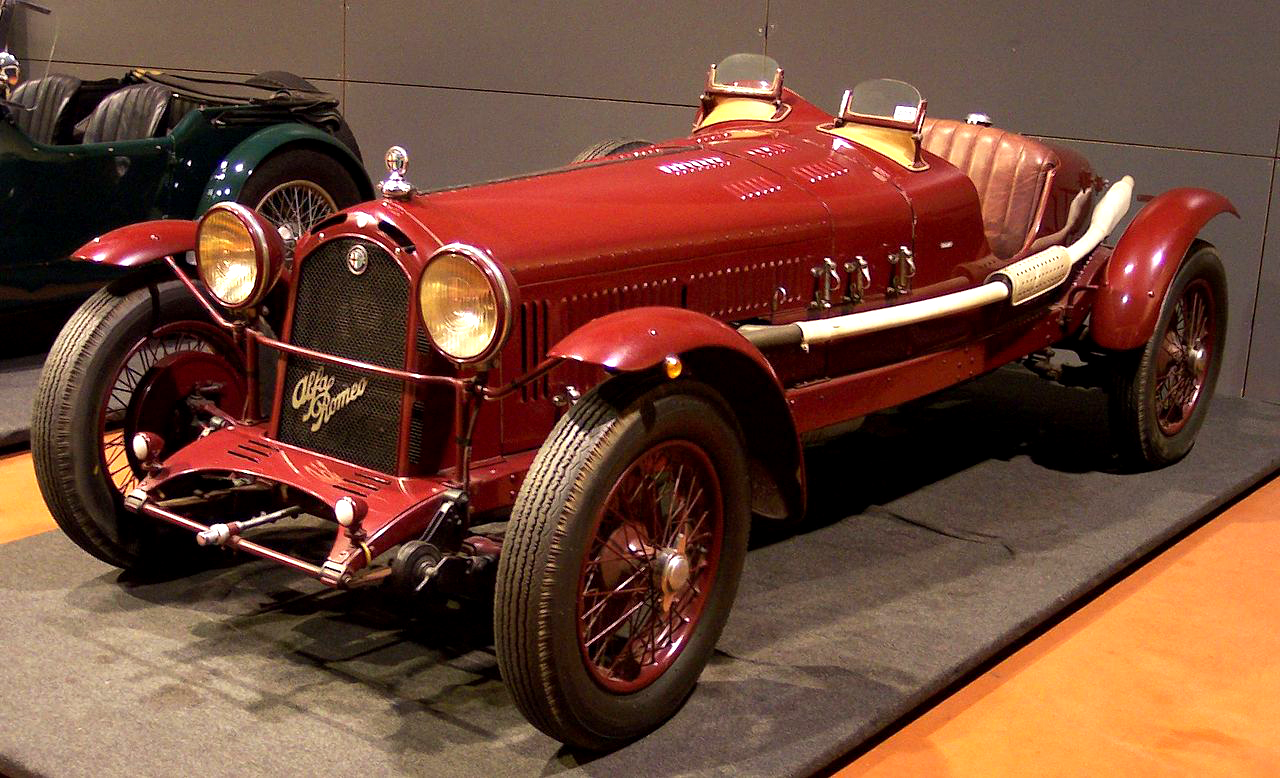
Une Alfa Romeo 6C

La décennie qui précède la Seconde Guerre mondiale consolide la réputation mondiale d'Alfa Romeo, surtout grâce aux victoires en compétition avec ses pilotes : Giuseppe Campari, Tazio Nuvolari, Achille Varzi et Mario Borzacchini, mais aussi par ses productions de voitures de tourisme devenues des objets de culte.
En 1933, l'État réorganise les entreprises dont il a dû assurer le soutien financier depuis les années 1920, et crée la holding d'État IRI. Alfa Romeo est destiné à des productions d'utilité militaires ou publiques: des moteurs d'avion (activité commencée en 1918, puis reprise et développée au milieu des années 1920 avec principalement des moteurs construits sous licence), des autobus et des camions. La participation officielle aux courses automobiles est abandonnée après une saison 1932 triomphale. C'est à partir de ce moment que la Scuderia Ferrari représentera la marque en course, tant en catégorie sport que Grand Prix.
À la fin de la décennie, pour augmenter la production de moteurs d'avions, la première usine de Pomigliano d'Arco près de Naples, est construite sous la direction de Ugo Gobbato (en).
La Seconde Guerre mondiale laisse de nombreuses marques dans les usines Alfa Romeo, dont l'importance militaire est considérée comme stratégique et de ce fait, font l'objet de trois bombardements majeurs en 1943 et 1944, jusqu'à la destruction et la fermeture de l'usine de Portello en octobre 1944. Dès la fin de la guerre, tout est mis en œuvre pour reconstruire et reprendre la fabrication de camions et d'autobus dans un premier temps et même de cuisinières électriques pour occuper les ouvriers. La fabrication d'automobiles est de nouveau opérationnelle quelque temps après.

## Années 1950

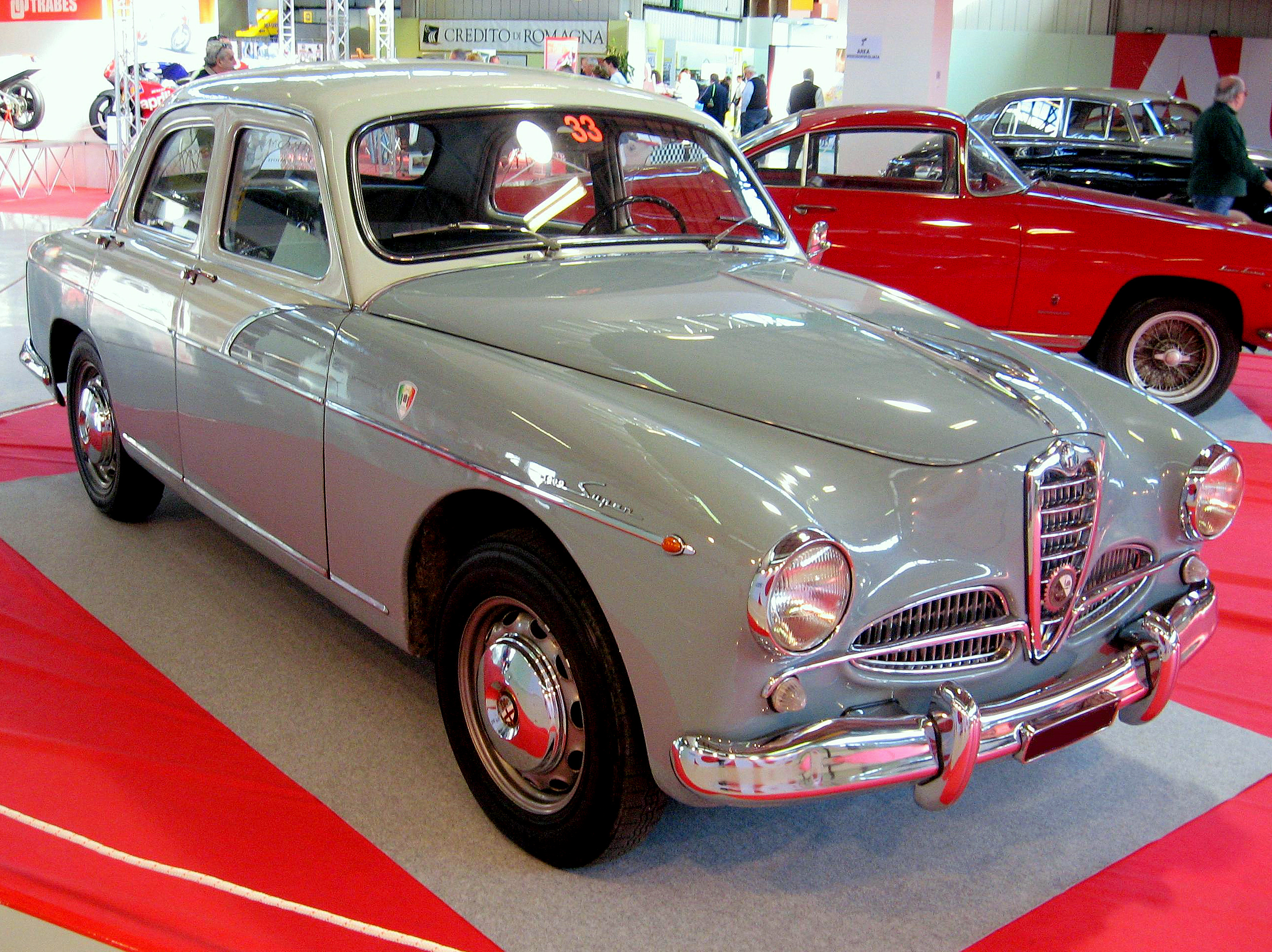
Alfa Romeo 1900

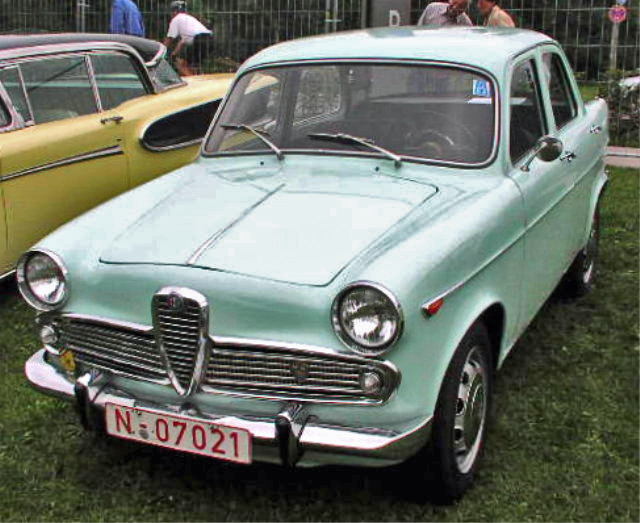
Alfa Romeo Giulietta (1954)

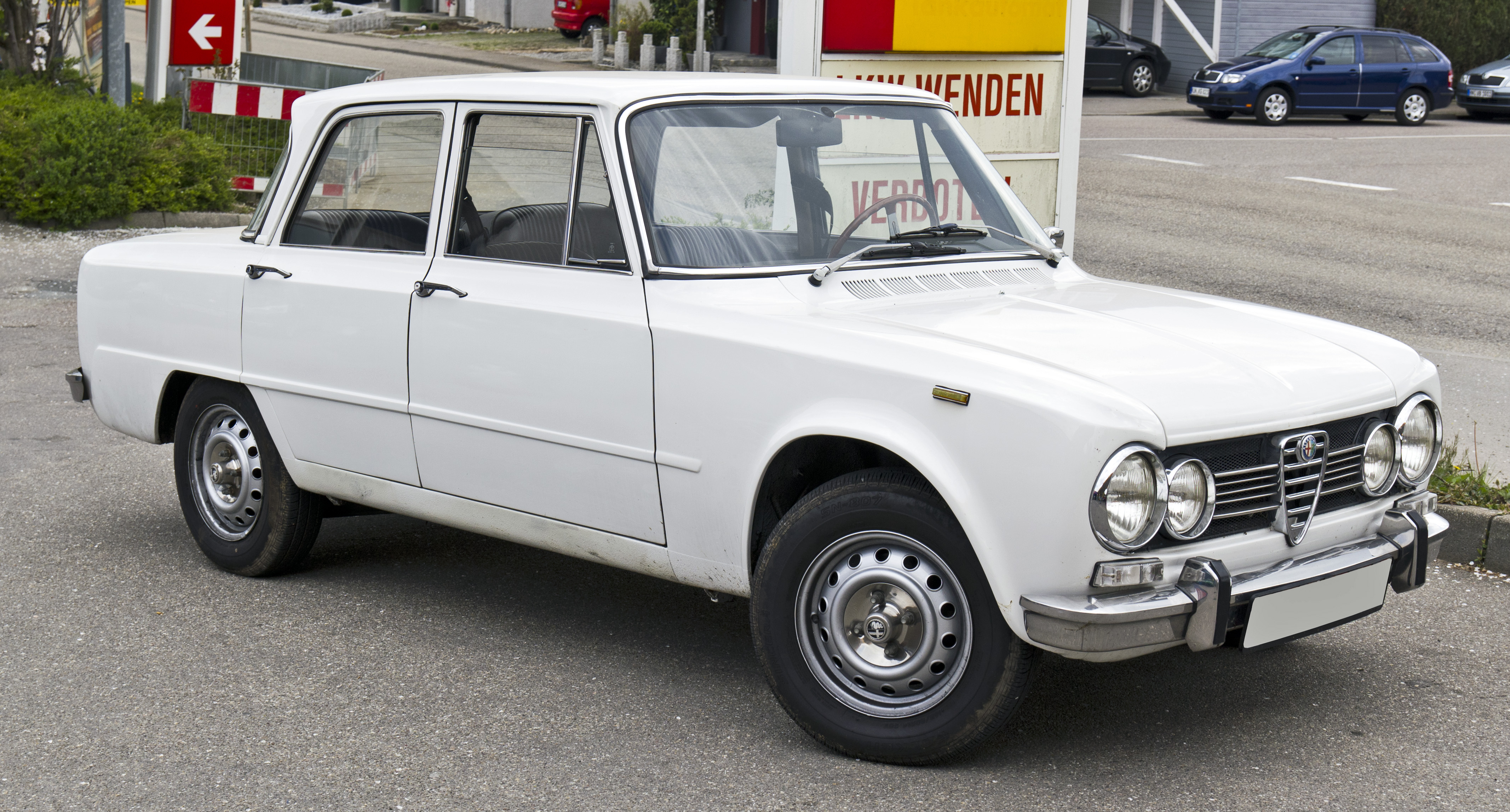
Alfa Romeo Giulia (1962)

Les années 1950 sont certainement les années les plus importantes dans l'histoire du constructeur qui lance deux modèles qui marqueront irrémédiablement son histoire : l'Alfa Romeo 1900 et l'Alfa Romeo Giulietta. Ce sont les premiers modèles fabriqués en série sur une chaîne de montage. Le premier de ces modèles fait d'Alfa Romeo un fournisseur de l'État italien avec l'adoption de l'Alfa 1900 par la Polizia pour qui Alfa Romeo construit la fameuse série des modèles Panthère.
En 1952, la fabrication d'un véhicule tout-terrain est lancée, mis en concurrence avec la Fiat Campagnola et baptisé « Alfa Romeo AR51 Matta ».
Alfa Romeo n'abandonne pas la compétition automobile pour autant et remporte les deux premiers championnats du monde de Formule 1 de 1950 et 1951 avec les pilotes Giuseppe Farina et Juan Manuel Fangio au volant des Alfa Romeo 158 et Alfa Romeo 159 (F1). En 1950, Alfa Romeo remporte six Grands Prix sur sept en imposant une domination sans égale et remporte le titre pilotes avec trois de ses pilotes : Giuseppe Farina, Juan Manuel Fangio et Luigi Fagioli aux trois premières places. Seul Alberto Ascari, sur une Ferrari, aura su parfois enrayer leur suprématie, en se classant néanmoins cinquième.

## Années 1960
En février 1961, la 100 000e Giulietta est produite, une première pour la marque. L'année suivante, en 1962, sa remplaçante, l'Alfa Romeo Giulia est présentée au public. Elle a marqué également profondément l'histoire de la marque et est restée en production plus de dix ans. En 1964, Alfa Romeo renoue avec une écurie de course et crée Autodelta, grâce à la ténacité de l'ingénieur Carlo Chiti.
La nouvelle usine implantée à Arese destinée à produire le modèle Giulia est inaugurée en 1963 et une étroite collaboration s'instaure avec les principaux carrossiers designers italiens : Zagato qui créera ses fameux Coupés, Pininfarina à qui l'on doit les spyder Duetto, et Bertone l'auteur de l'Alfa Romeo Montréal en 1970. En 1968, Alfa Romeo présente celle qui devait remplacer la Giulia, l'Alfa Romeo 1750.

## Années 1970

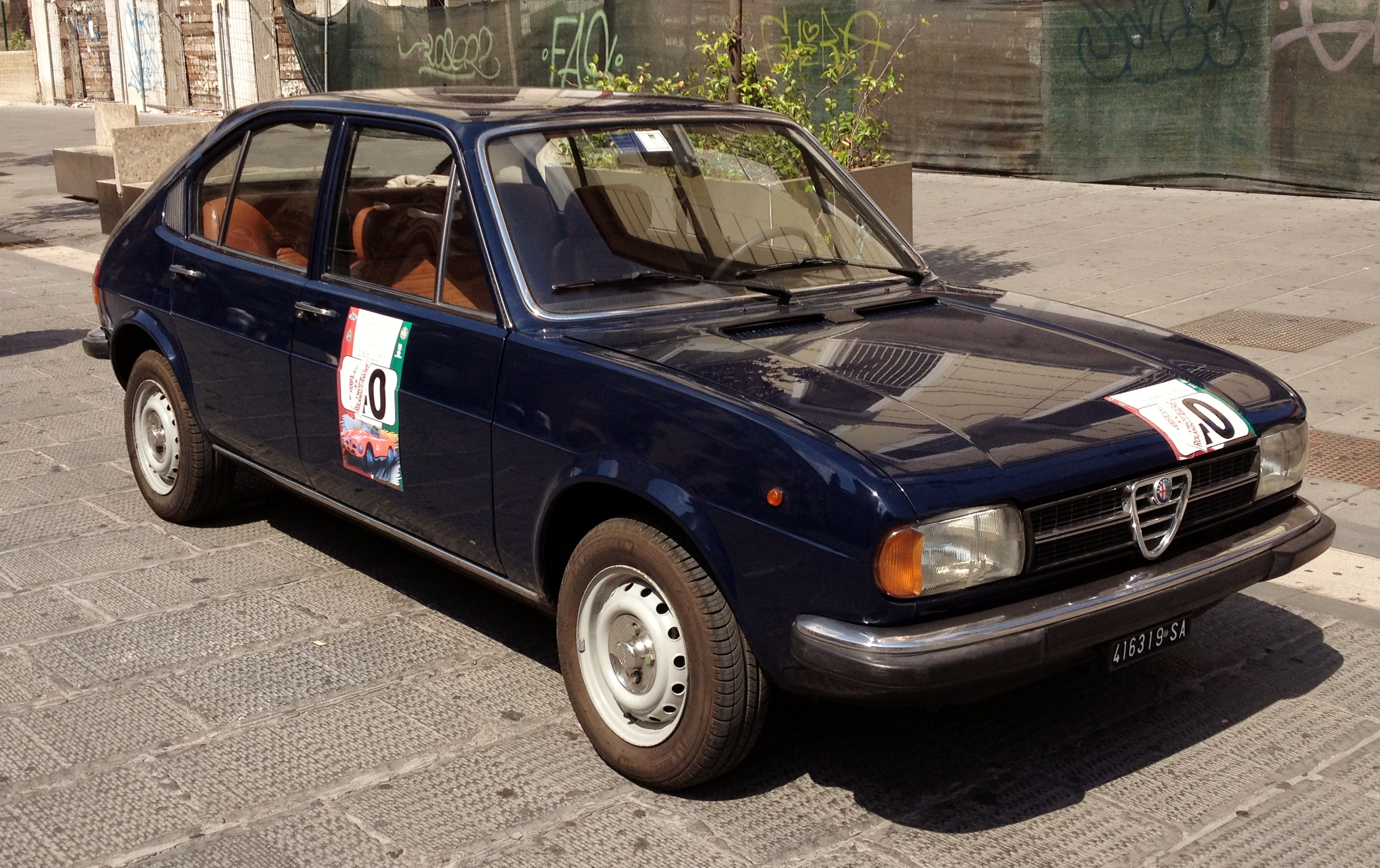
Alfa Romeo Alfasud (1972)

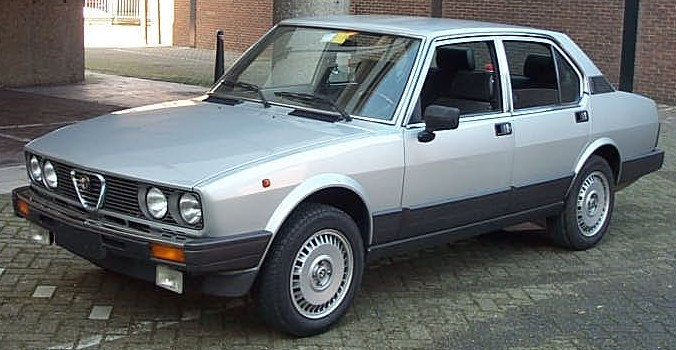
Alfa Romeo Alfetta (1972)

Dans le domaine de la compétition, au cours des années 1970, Alfa Romeo se consacre à la catégorie Sport-prototype avec le modèle 33, qui remporte les plus importantes courses d'endurance ainsi que des championnats Grand Tourisme. Les pilotes les plus connus qui ont remporté ces courses sont Andrea de Adamich, Nino Vaccarella et Ronnie Peterson.
L'année 1972 voit l'inauguration de la nouvelle usine de Pomigliano d'Arco qui fabrique la première petite Alfa, l'Alfasud, première traction avant de la marque avec un moteur de seulement 1 200 cm3. Elle est produite à plus d'un million d'exemplaires.
Les gros succès obtenus en compétition ne se reflètent pas sur les voitures de série en raison du premier choc pétrolier qui oriente la clientèle vers des voitures simples, à bas prix et consommant peu. Tous les constructeurs mondiaux sont touchés. Malgré cette période peu propice aux nouveaux modèles sportifs, Alfa Romeo présente un de ses modèles phare en 1972, l'Alfa Romeo Alfetta.
Élégante et puissante, l'Alfetta propose une mécanique sophistiquée mais très fiable avec une tenue de route sans faille. Le moteur, au début un 4 cylindres double arbre à cames en tête de 1 779 cm3, avec des soupapes au sodium, est alimenté par deux carburateurs double corps. Le châssis repose sur une suspension avant à quadrilatères et un pont De Dion à l'arrière. La transmission reprend le schéma Transaxle avec la boîte de vitesses et l'embrayage accolés au pont arrière pour une répartition parfaite des masses. Les freins sont tous à disques et les freins arrière sont montés en sortie de différentiel pour réduire les masses en suspension. Le schéma mécanique de l'Alfetta est tellement raffiné techniquement qu'il est proposé sans changement pendant plus de 20 ans jusqu'à la fin de fabrication de l'Alfa Romeo 75, en 1992.

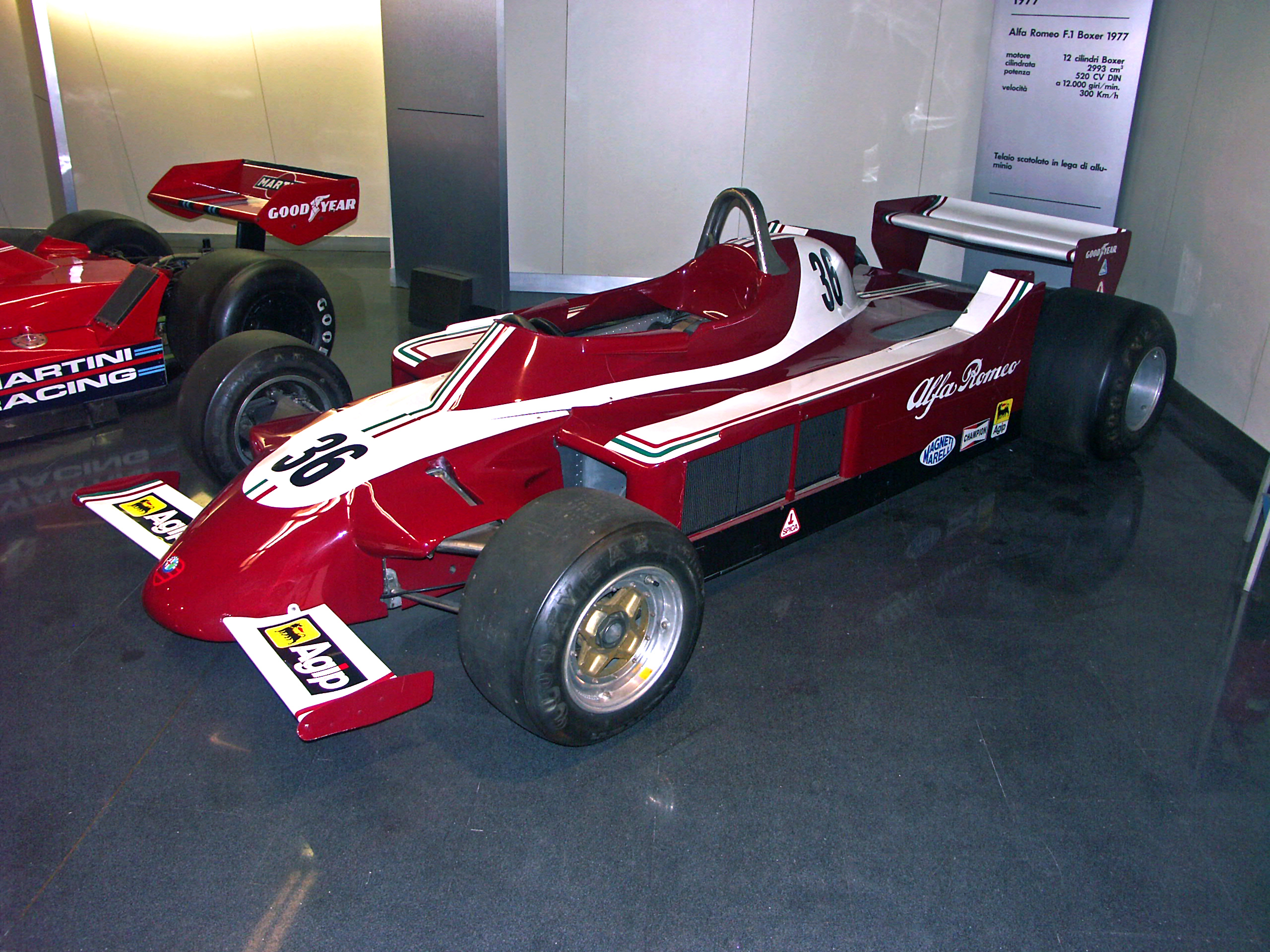
Alfa Romeo 177

La Giulietta reprend la base mécanique de l'Alfetta, mais en se positionnant un cran au-dessous. Après une gestation qui dure très longtemps, en 1979, l'Alfa 6 est lancée. Équipée d'un moteur de 2 492 cm3, elle reçoit un niveau d'équipement impressionnant. Dotée d'un confort de voiture de luxe et de grand standing, c'est un échec commercial, en raison d'une ligne vieillotte et du climat social de l'époque qui refuse les voitures de luxe imposantes et voyantes. Il faut néanmoins préciser que la voiture était prête à être lancée dix ans plus tôt mais le contexte économique ne s'y prêtait pas, l'Italie connaissait l'automne chaud de 1969 (l'équivalent du Mai 68 français).
Malgré les succès des modèles comme l'Alfasud et l'Alfetta, la société ne jouit pas de ressources financières importantes. La direction de la société est remplacée et voit un nouveau gestionnaire prendre la tête de la marque en 1978, l'ingénieur Ettore Masaccesi.
Alfa Romeo participe avec la 177, au championnat du monde de Formule 1 saison 1979 avec son écurie Autodelta. La voiture sera alignée aux deux premiers Grand Prix de Belgique et de France puis est remplacée par le modèle 179. Au cours des saisons suivantes, Alfa Romeo participe sous sa marque aux courses avec les Alfa Romeo 179, Alfa Romeo 182, Alfa Romeo 183T, Alfa Romeo 184T et Alfa Romeo 185T.

## Années 1980

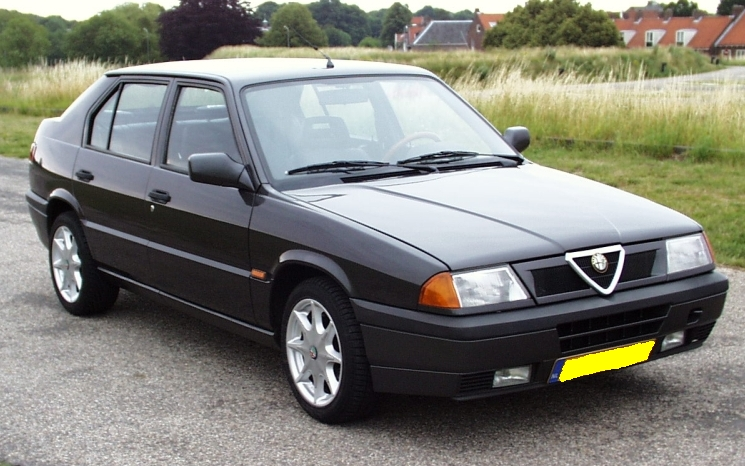
Alfa Romeo 33 1.3 VL de 1991

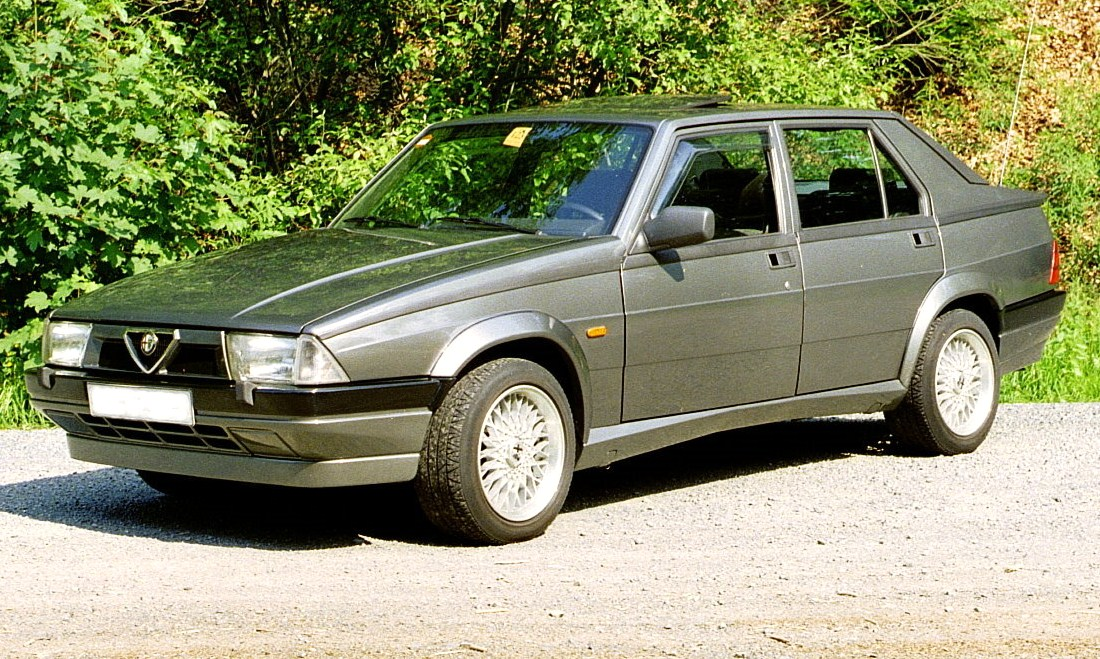
Alfa Romeo 75

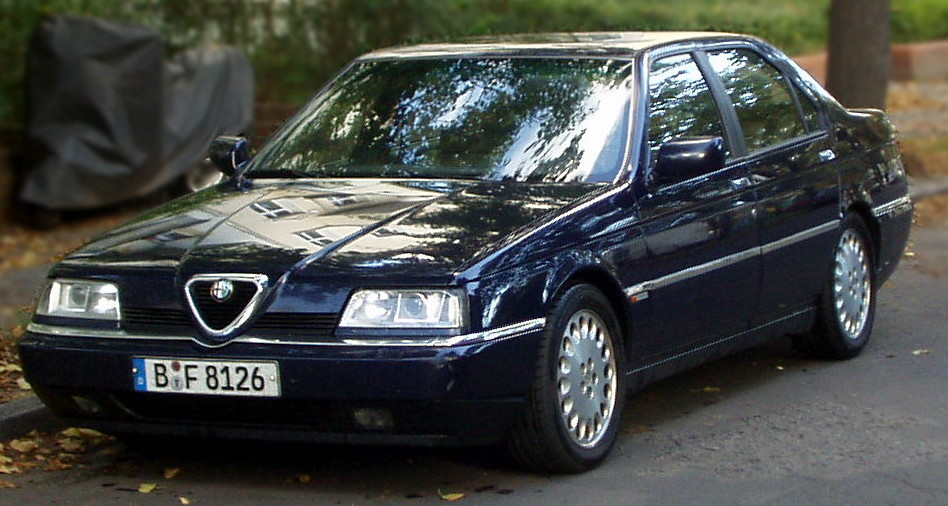
Alfa Romeo 164

En 1983, la remplaçante de l'Alfasud est présentée, c'est l'Alfa Romeo 33. Certains clients alfistes passionnés s'étant plaints du manque de caractère de l'Alfasud, et son manque de sportivité, Alfa Romeo veut regagner le cœur de ses fans et lance ce nouveau modèle dont une version 4x4 et un break Giardinetta.
La même année, une tentative de coentreprise est lancée avec le constructeur japonais Nissan qui débouchera sur le modèle Alfa Romeo Arna. Cette expérience n'a aucun succès car il reprend une carrosserie japonaise et une base mécanique Alfa. Les caractéristiques du moteur Alfa ont dû être revues à la baisse en raison d'un comportement routier très aléatoire.
En 1984, la remplaçante des Alfetta et Alfa 6 apparaît, c'est l'Alfa Romeo 90, dessinée par Bertone.
Alfa Romeo revient à la compétition Formula 1 en 1980, mais le décès accidentel de son pilote Patrick Depailler durant des essais en Allemagne contrarie ses ambitions. Les pilotes Bruno Giacomelli et Andrea De Cesaris courent pour la marque mais sans obtenir les résultats escomptés. Alfa Romeo abandonne alors la compétition comme écurie de course.
En 1985, la société fête ses 75 ans d'existence et à cette occasion, présente un nouveau modèle, l'Alfa Romeo 75. C'est un concentré d'Alfetta, de Giulietta et d'Alfa 90. L'Alfa 75 est le dernier modèle de la marque à propulsion. Adorée des vrais alfistes du monde entier, elle est souvent définie comme « la dernière véritable Alfa ».
En 1986, le constructeur Alfa Romeo est racheté à Finmeccanica par le Groupe Fiat SpA qui l'attache à Lancia, pour créer la société Alfa-Lancia Industriale SpA.
En 1987, Alfa Romeo présente un modèle qui sera fondamental pour la marque, l'Alfa Romeo 164, qui utilise le même châssis que les Fiat Croma, Lancia Thema et la Saab 9000. L'Alfa 164 se distingue de ses jumelles par une carrosserie spécifique signée Pininfarina. Ses moteurs sont des vrais moteurs essence Alfa 2,0 Twin Spark et 3,0 V6. On trouve aussi un nouveau moteur turbo-Diesel 2,5 L révolutionnaire sur la 164 TD, qui sera la voiture Diesel la plus rapide du monde, fabriquée par le constructeur italien de moteurs VM Motori.
En 1989, Alfa Romeo fabrique un coupé en série limitée qui surprend le monde de l'automobile, l'Alfa Romeo SZ ou ES-30 et plus tard l'Alfa Romeo RZ la version spider. La ligne est très agressive et brutale, certains journalistes et pilotes la rebaptiseront le monstre, équipé du moteur 3,0 L V6 12 soupapes de l'Alfa 75, poussé à 210 ch, ce qui lui permet d'atteindre 245 km/h.

## Années 1990

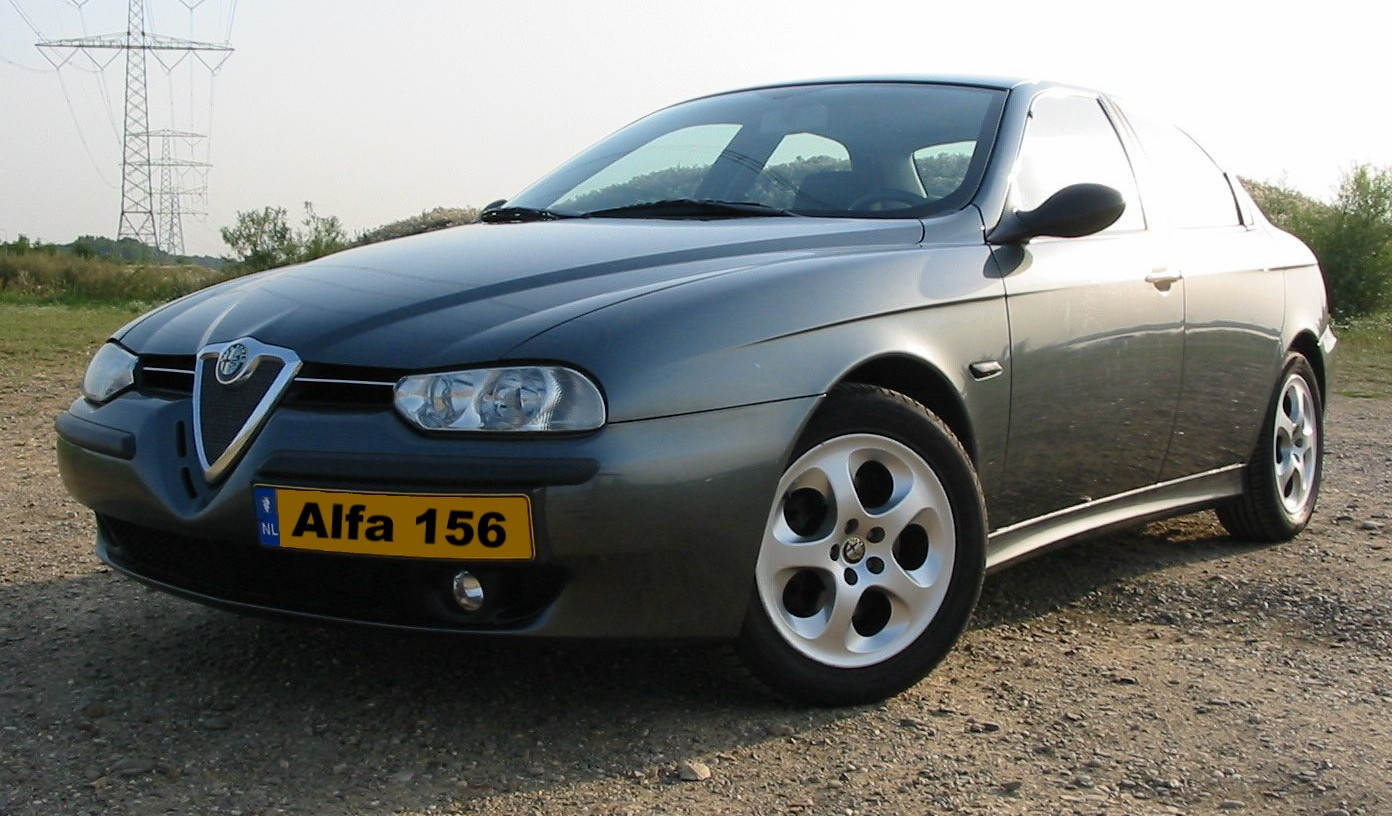
Alfa Romeo 156

Au début de la dernière décennie du XXe siècle, la marque lance deux modèles : l'Alfa Romeo 155, qui marque le passage définitif à la traction avant, et qui remplace l'Alfa 75, mais qui ne réussira jamais à la faire oublier et la gamme Alfa 145/146, qui remplace l'Alfa 33.
L'Alfa 145 est plus lourde et moins performante que sa devancière en raison des nouvelles normes qui font leur apparition. Elle est largement appréciée, surtout avec la 2e série qui voit l'adoption de moteurs Twin Spark, et des finitions plus cossues. La version berline à deux volumes et demi, l'Alfa 146 est également très appréciée. La première série de la gamme 145/146 est la dernière à utiliser les fameux moteurs boxer Alfa, développé pour l'Alfasud.
L'année 1997 est celle de la résurrection d'Alfa Romeo avec le lancement de l'Alfa 156. Les qualités de l'Alfa 156 sont récompensées avec le titre de Voiture de l'Année 1998 et le modèle va relancer la marque. Ce modèle voit l'introduction de nouveautés mondiales comme la boîte de vitesses selespeed, une boîte semi-automatique, avec deux petites palettes derrière le volant pour passer les vitesses, comme sur une Formule 1 Ferrari, et d'un moteur diesel révolutionnaire avec l'utilisation d'une injection directe Common Rail, breveté par Fiat et Magneti-Marelli. Sa qualité de fabrication est sans reproches et peut concurrencer directement les voitures allemandes BMW et Mercedes. L'Alfa 156 fait désormais référence en matière de tenue de route et de technologie avancée pour ses motorisations et son comportement routier.
En 1998, la production de l'Alfa 164 s'arrête pour laisser la place au nouveau sommet de gamme, l'Alfa 166 qui reste en production jusqu'en décembre 2007. Les modèles sportifs Coupé et Spider ne sont pas oubliés avec les Alfa GTV et Spider.
Le département course d'Alfa Romeo, à la suite de l'absorption dans le groupe Fiat, se réserve le domaine des compétitions de tourisme, avec les pilotes italiens Alessandro Nannini, Nicola Larini, Gabriele Tarquini et Fabrizio Giovanardi. L'Alfa 156 remporte cinq victoires consécutives au championnat ETCC qui mutera en WTCC, le titre constructeur et pilotes avec l'Alfa Romeo 156 Super 2000.

## XXIesiècle

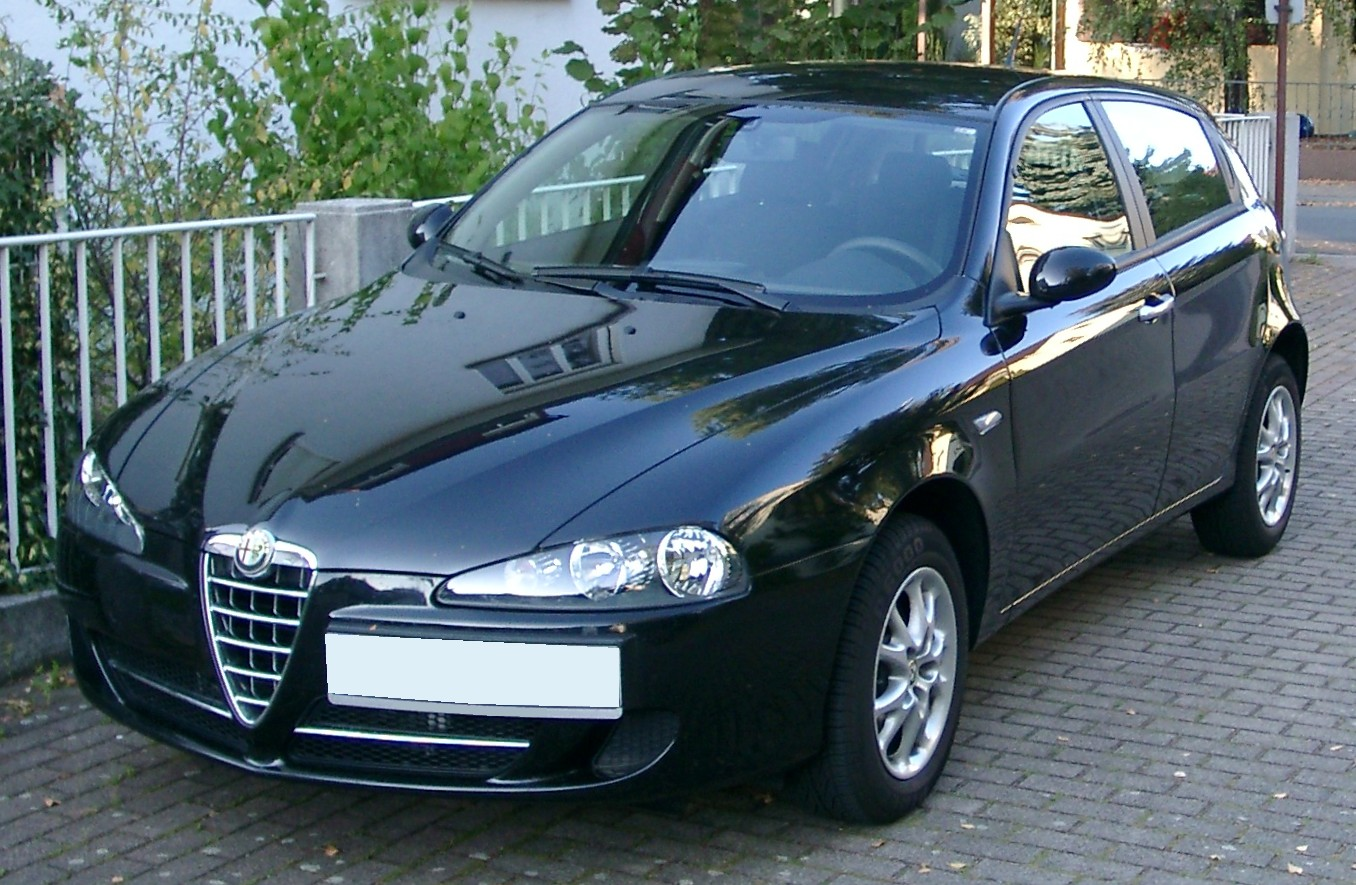
Alfa Romeo 147

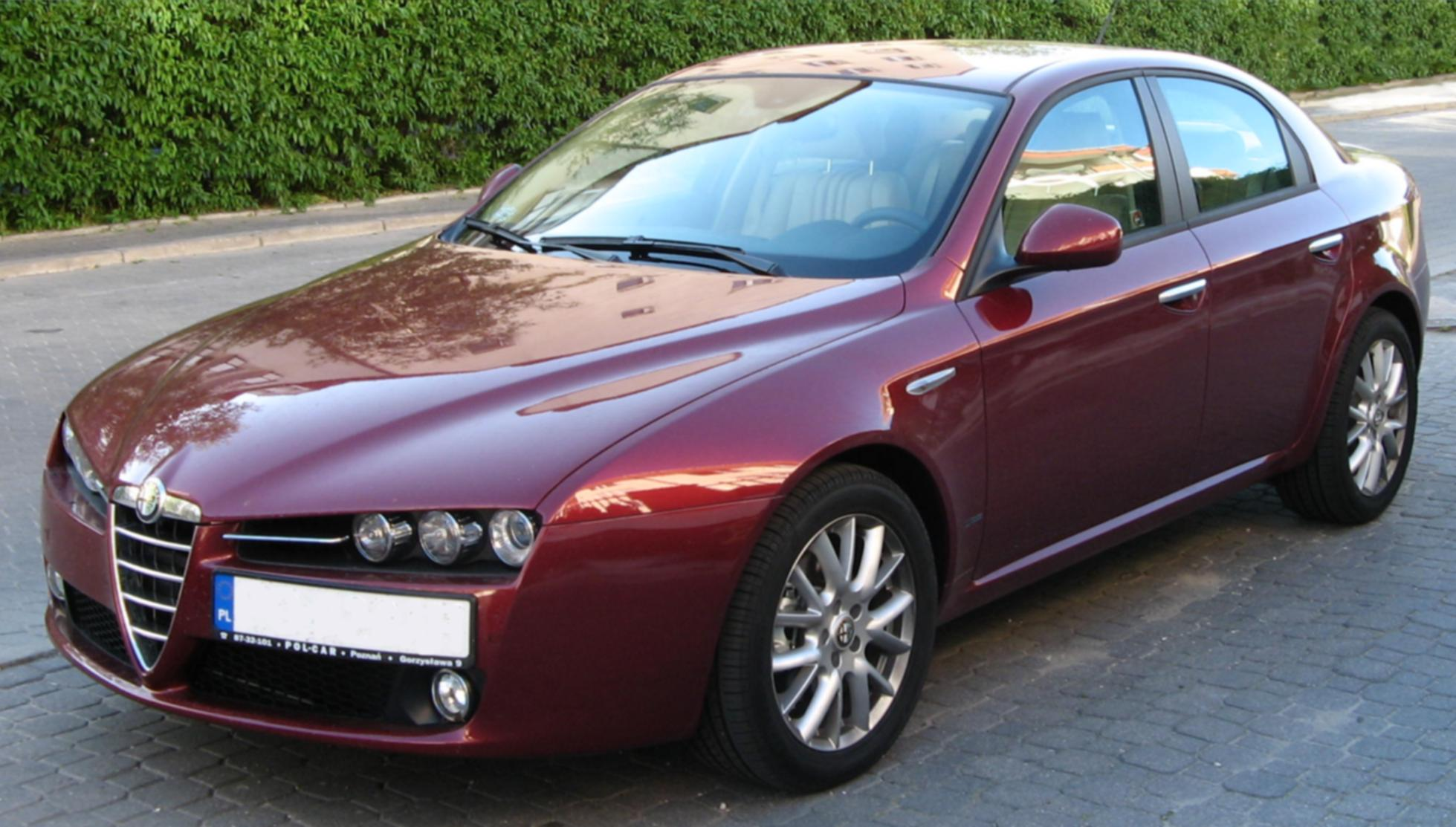
Alfa Romeo 159 berline

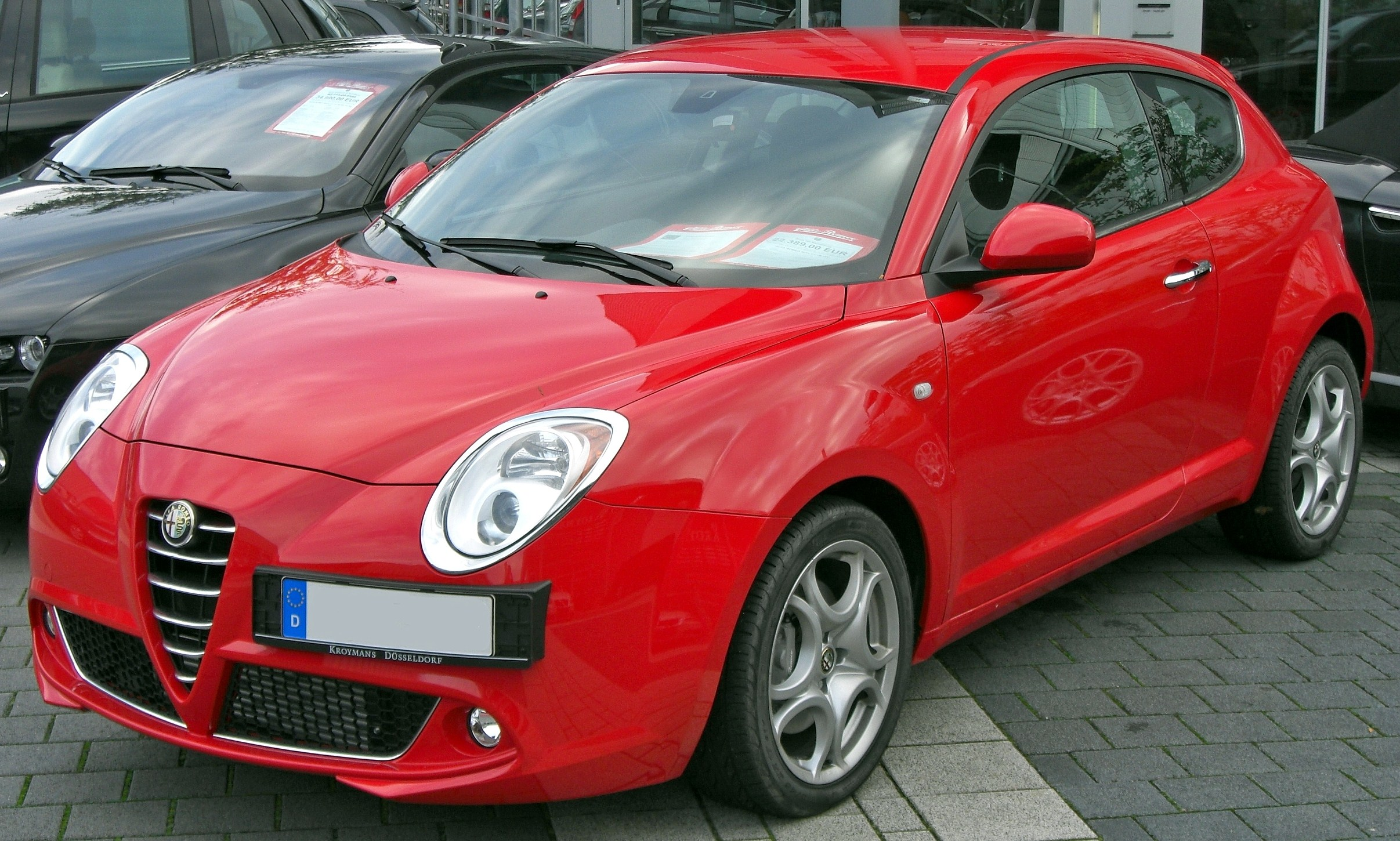
Alfa Romeo MiTo

Le nouveau millénaire débute sous les meilleurs auspices pour Alfa Romeo. Le nouveau modèle l'Alfa 147 remporte le titre de « Voiture de l'Année 2001 ».
Cette même année la version sportive de l'Alfa 156, la 156 GTA, est commercialisée, dont une série réservée aux compétitions.
La remplaçante de l'Alfa 156 est présentée au début de l'année 2005, l'Alfa 159, lancée au Salon de Genève.
En 2003, la seconde série de la grande routière l'Alfa 166 est présentée et concurrence les berlines allemandes Audi, Mercedes-Benz et BMW. Elle reste en fabrication jusqu'en décembre 2007. La même année, un coupé dérivé de l'Alfa 156 voit le jour : l'Alfa Romeo GT. Les Coupé GTV et Spider adoptent le nouveau moteur 3,2 l V6 qui, ajouté à leur excellente aérodynamique, en fait les routières Alfa Romeo les plus rapides, atteignant 255 km/h sans limiteur de vitesse ni correcteur de stabilité.
En fin d'année 2005, un nouveau coupé sportif est commercialisé : l'Alfa Romeo Brera, fruit d'une étude de style de Giorgetto Giugiaro, déjà auteur de la 159 dont elle dérive et de bien d'autres voitures. Présentée au Salon de Genève, elle remplace la Coupé GTV. En mars 2006, l'Alfa Romeo Spider (version spider de la Brera), dessinée par Pininfarina, est aussi présentée à Genève.
En octobre 2007, la série limitée à 500 exemplaires de la super sportive Alfa Romeo 8C Competizione est commercialisée. Équipée d'un moteur V8 4,7 l d'origine Maserati développant 450 ch, propulsion, elle peut atteindre 292 km/h et effectue le 0 à 100 km/h en seulement 4,2 secondes.
En juin 2008, Alfa Romeo présente sa dernière petite, le projet ZAR 955. Longtemps surnommée « Junior », elle se nomme en fait MiTo. MiTo signifie Mi pour Milano (Milan), sigle abrégé de la province, qui figure également sur les plaques d'immatriculation, là où elle a été conçue, et To pour Torino (Turin), là où elle est fabriquée, ou encore simplement parce qu'Alfa Romeo est un mythe et qu'il fallait le rappeler (Mito en italien signifie « Mythe »). La MiTo est équipée d'une vaste gamme de moteurs allant d'un petit 1,4 de 70 ch au même 1,4 16 v de 170 ch en passant par un diesel Common Rail 1,6 de 120 ch. Dans le proche avenir un moteur de 230 ch est attendu.
Alfa Romeo avait promis que la remplaçante de l'Alfa 147, la future 149, serait prête en début d'année 2009. Elle subit quelques retards dus à la priorité accordée à la MiTo et à la sortie de la nouvelle Lancia Delta, et sortit finalement début 2010 sous le nom de Giulietta.
Le concept 4C, un coupé 2 places à moteur en position centrale, est sorti en 2013. Elle est équipée d'un moteur 1,8 de plus de 200 ch qui la porte à plus de 250 km/h. La 4C, produite en série, a pour ambition de rivaliser avec la Lotus Elise et la Porsche Cayman.